# Atrox
Atrox est un groupe norvégien de metal progressif. 

## Histoire
Le groupe est formé en 1988 sous le nom de Suffocation, enregistre deux démos sous ce nom et change de nom en 1990 pour devenir Atrox. Deux autres démos sont enregistrées par la suite. En 1996, le groupe signe un contrat avec Danza Ipnotica et Head Not Found. L'EP Silence the Echoes est publié en 1997 par Danza Ipnotica et le premier album, Mesmerised, par Head Not Found la même année.
En 1998, le groupe signe un contrat avec Season of Mist, qui est suivi de quelques changements dans le line-up. L'album Contentum sort en 1999. La sortie est suivie de quelques concerts. Le groupe écrit ensuite des morceaux pour un nouvel album, qui donne Terrestrials, sorti en 2001. Le groupe signe ensuite un contrat avec Code 666 Records, qui est suivi par de nouveaux changements au sein du groupe. En 2003, l'album Orgasm sort. Ensuite, le groupe se produit en concert avec Katatonia, Arcturus, Entombed, Danzig, Red Harvest, Madder Mortem et The Haunted. Le 12 avril 2007, le groupe signe un nouveau contrat avec Season of Mist.
L'album Binocular sort en 2008 chez Season of Mist,,.

## Style musical
Dans Slayer, les passages lourds d'un de leurs enregistrements en salle de répétition en 1991 sont décrits « corrects », mais les passages rapides étaient « un peu confus » ; le groupe devrait enregistrer une nouvelle démo en studio. En 1997, Metalion, éditeur du fanzine Slayer, sort leur premier album Mesmerized sur Head Not Found.
Selon la description de la chanteuse et claviériste de l'époque, Monika Edvardsen, qui est la sœur cadette de la chanteuse temporaire de 3rd and the Mortal, Ann-Mari Edvardsen, le style musical évolue « au fil du temps, passant du death metal classique au doom/death avec des touches atmosphériques et à ce qu'on appelle aujourd'hui le « schizo metal ». Cela inclut de nombreuses influences expérimentales et nous garde ouverts à un large spectre stylistique ».
Le chant de Monika Edvardsen était considéré comme caractéristique d'Atrox, mais certains auditeurs le trouvaient « trop bizarre et intense [...] Mais les gens pour qui la musique est un défi aiment le chant, et c'est exactement ce qu'on veut obtenir. De temps en temps, je fais même exprès de chanter de manière vraiment horrible. Mais c'est toujours la question de savoir ce que l'on ressent comme horrible, car même quelque chose de laid peut parfois être beau. Je voulais simplement traduire différentes émotions dans la musique. Mon intention est de troubler les gens et d'éveiller leur curiosité, afin qu'ils posent des questions et commencent à penser par eux-mêmes. Il y a vraiment un sens derrière tout ce que je fais ». 

## Discographie
- 1990 : Take Your Last Breath (démo, sous le nom de Suffocation)
- 1990 : Darkness (démo, sous le nom de Suffocation)
- 1992 : Mindshadow (démo)
- 1993 : Dead Leaves (démo)
- 1997 : Mesmerised (album, Head Not Found)
- 1997 : Silence the Echoes (EP, Danza Ipnotica)
- 2000 : Contentum (album, Season of Mist)
- 2002 : Terrestrials (album, Season of Mist)
- 2003 : Orgasm (album, Code 666 Records)
- 2008 : Binocular (album, Season of Mist)